# Klein-Baarzandepolder
De Klein-Baarzandepolder is een polder tussen Breskens en Schoondijke, behorend tot de Baarzandepolders.
De polder werd, na de inundatie van 1583, bedijkt in 1639. Het is een langgerekte polder van 81 ha die begrensd wordt door de Buyzenpolderdijk en de Middendijk. Aan de westrand van de polder ligt de buurtschap Kruisdijk.